# Australian Open 2018
Die 106. Australian Open fanden zwischen dem 15. und dem 28. Januar 2018 in Melbourne, Australien, statt.
Titelverteidiger beim ersten Tennis-Grand-Slam-Turnier des Jahres 2018 waren im Einzel Roger Federer bei den Herren sowie Serena Williams bei den Damen, Henri Kontinen und John Peers im Herrendoppel, Bethanie Mattek-Sands und Lucie Šafářová im Damendoppel sowie Abigail Spears und Juan Sebastián Cabal im Mixed.

## Preisgeld
Das Preisgeld betrug in diesem Jahr 55.000.000 Australische Dollar, was einen Anstieg zum Vorjahr von 10 % bedeutete.
| Erreichte Runde | Einzel       | Doppel*    | Mixed*     |
| --------------- | ------------ | ---------- | ---------- |
| Sieg            | 4.000.000 A$ | 700.000 A$ | 175.000 A$ |
| Finale          | 2.000.000 A$ | 350.000 A$ | 90.000 A$  |
| Halbfinale      | 880.000 A$   | 175.000 A$ | 43.500 A$  |
| Viertelfinale   | 440.000 A$   | 90.000 A$  | 20.500 A$  |
| Achtelfinale    | 240.000 A$   | 49.000 A$  | 10.250 A$  |
| Dritte Runde    | 142.500 A$   | 29.500 A$  | 5.250 A$   |
| Zweite Runde    | 90.000 A$    | 18.500 A$  |            |
| Erste Runde     | 60.000 A$    |            |            |
| Q3              | 30.000 A$    |            |            |
| Q2              | 15.000 A$    |            |            |
| Q1              | 7.500 A$     |            |            |

* pro Team; Q = Qualifikationsrunde

## Absagen
Folgende Topspieler konnten aus unterschiedlichen Gründen nicht an dem Turnier teilnehmen:
- Swetlana Kusnezowa, Operation am linken Handgelenk[2]
- Kei Nishikori, Handgelenksverletzung[3]
- Andy Murray, Hüftverletzung[4]
- Serena Williams, mangelnde Fitness[5]

## Herreneinzel
Setzliste
| Nr. | Spieler               | Erreichte Runde |
| --- | --------------------- | --------------- |
| 01. | Rafael Nadal          | Viertelfinale   |
| 02. | Roger Federer         | Sieg            |
| 03. | Grigor Dimitrow       | Viertelfinale   |
| 04. | Alexander Zverev      | 3. Runde        |
| 05. | Dominic Thiem         | Achtelfinale    |
| 06. | Marin Čilić           | Finale          |
| 07. | David Goffin          | 2. Runde        |
| 08. | Jack Sock             | 1. Runde        |
| 09. | Stan Wawrinka         | 2. Runde        |
| 10. | Pablo Carreño Busta   | Achtelfinale    |
| 11. | Kevin Anderson        | 1. Runde        |
| 12. | Juan Martín del Potro | 3. Runde        |
| 13. | Sam Querrey           | 2. Runde        |
| 14. | Novak Đoković         | Achtelfinale    |
| 15. | Jo-Wilfried Tsonga    | 3. Runde        |
| 16. | John Isner            | 1. Runde        |

| Nr. | Spieler               | Erreichte Runde |
| --- | --------------------- | --------------- |
| 17. | Nick Kyrgios          | Achtelfinale    |
| 18. | Lucas Pouille         | 1. Runde        |
| 19. | Tomáš Berdych         | Viertelfinale   |
| 20. | Roberto Bautista Agut | 1. Runde        |
| 21. | Albert Ramos Viñolas  | 3. Runde        |
| 22. | Milos Raonic          | 1. Runde        |
| 23. | Gilles Müller         | 3. Runde        |
| 24. | Diego Schwartzman     | Achtelfinale    |
| 25. | Fabio Fognini         | Achtelfinale    |
| 26. | Adrian Mannarino      | 3. Runde        |
| 27. | Philipp Kohlschreiber | 1. Runde        |
| 28. | Damir Džumhur         | 3. Runde        |
| 29. | Richard Gasquet       | 3. Runde        |
| 30. | Andrei Rubljow        | 3. Runde        |
| 31. | Pablo Cuevas          | 2. Runde        |
| 32. | Mischa Zverev         | 1. Runde        |

## Dameneinzel
Setzliste
| Nr. | Spielerin                    | Erreichte Runde |
| --- | ---------------------------- | --------------- |
| 01. | Simona Halep                 | Finale          |
| 02. | Caroline Wozniacki           | Sieg            |
| 03. | Garbiñe Muguruza             | 2. Runde        |
| 04. | Elina Switolina              | Viertelfinale   |
| 05. | Venus Williams               | 1. Runde        |
| 06. | Karolína Plíšková            | Viertelfinale   |
| 07. | Jeļena Ostapenko             | 3. Runde        |
| 08. | Caroline Garcia              | Achtelfinale    |
| 09. | Johanna Konta                | 2. Runde        |
| 10. | Coco Vandeweghe              | 1. Runde        |
| 11. | Kristina Mladenovic          | 1. Runde        |
| 12. | Julia Görges                 | 2. Runde        |
| 13. | Sloane Stephens              | 1. Runde        |
| 14. | Anastasija Sevastova         | 2. Runde        |
| 15. | Anastassija Pawljutschenkowa | 2. Runde        |
| 16. | Jelena Wesnina               | 2. Runde        |

| Nr. | Spielerin            | Erreichte Runde |
| --- | -------------------- | --------------- |
| 17. | Madison Keys         | Viertelfinale   |
| 18. | Ashleigh Barty       | 3. Runde        |
| 19. | Magdaléna Rybáriková | Achtelfinale    |
| 20. | Barbora Strýcová     | Achtelfinale    |
| 21. | Angelique Kerber     | Halbfinale      |
| 22. | Darja Kassatkina     | 2. Runde        |
| 23. | Daria Gavrilova      | 2. Runde        |
| 24. | Dominika Cibulková   | 1. Runde        |
| 25. | Peng Shuai           | 1. Runde        |
| 26. | Agnieszka Radwańska  | 3. Runde        |
| 27. | Petra Kvitová        | 1. Runde        |
| 28. | Mirjana Lučić-Baroni | 2. Runde        |
| 29. | Lucie Šafářová       | 3. Runde        |
| 30. | Kiki Bertens         | 3. Runde        |
| 31. | Jekaterina Makarowa  | 1. Runde        |
| 32. | Anett Kontaveit      | Achtelfinale    |

## Herrendoppel
Setzliste
| Nr. | Paarung                             | Erreichte Runde |
| --- | ----------------------------------- | --------------- |
| 01. | Łukasz Kubot Marcelo Melo           | Viertelfinale   |
| 02. | Henri Kontinen John Peers           | 2. Runde        |
| 03. | Jean-Julien Rojer Horia Tecău       | 2. Runde        |
| 04. | Pierre-Hugues Herbert Nicolas Mahut | 2. Runde        |
| 05. | Jamie Murray Bruno Soares           | 2. Runde        |
| 06. | Bob Bryan Mike Bryan                | Halbfinale      |
| 07. | Oliver Marach Mate Pavić            | Sieg            |
| 08. | Raven Klaasen Michael Venus         | 1. Runde        |

| Nr. | Paarung                               | Erreichte Runde |
| --- | ------------------------------------- | --------------- |
| 09. | Feliciano López Marc López            | 2. Runde        |
| 10. | Rohan Bopanna Édouard Roger-Vasselin  | Achtelfinale    |
| 11. | Juan Sebastián Cabal Robert Farah     | Finale          |
| 12. | Pablo Cuevas Horacio Zeballos         | 1. Runde        |
| 13. | Santiago González Julio Peralta       | 1. Runde        |
| 14. | Ivan Dodig Fernando Verdasco          | 1. Runde        |
| 15. | Marcin Matkowski Aisam-ul-Haq Qureshi | Viertelfinale   |
| 16. | Rajeev Ram Divij Sharan               | Achtelfinale    |

## Damendoppel
Setzliste
| Nr. | Paarung                                | Erreichte Runde |
| --- | -------------------------------------- | --------------- |
| 01. | Latisha Chan Andrea Sestini Hlaváčková | Viertelfinale   |
| 02. | Jekaterina Makarowa Jelena Wesnina     | Finale          |
| 03. | Ashleigh Barty Casey Dellacqua         | 2. Runde        |
| 04. | Lucie Šafářová Barbora Strýcová        | Viertelfinale   |
| 05. | Tímea Babos Kristina Mladenovic        | Sieg            |
| 06. | Gabriela Dabrowski Xu Yifan            | Viertelfinale   |
| 07. | Kiki Bertens Johanna Larsson           | 1. Runde        |
| 08. | Hsieh Su-wei Peng Shuai                | Halbfinale      |

| Nr. | Paarung                                    | Erreichte Runde |
| --- | ------------------------------------------ | --------------- |
| 09. | Andreja Klepač María José Martínez Sánchez | 1. Runde        |
| 10. | Irina-Camelia Begu Monica Niculescu        | Halbfinale      |
| 11. | Shūko Aoyama Yang Zhaoxuan                 | Achtelfinale    |
| 12. | Raquel Atawo Anna-Lena Grönefeld           | Achtelfinale    |
| 13. | Nicole Melichar Květa Peschke              | Achtelfinale    |
| 14. | Chan Hao-ching Katarina Srebotnik          | Achtelfinale    |
| 15. | Alicja Rosolska Abigail Spears             | 2. Runde        |
| 16. | Barbora Krejčíková Kateřina Siniaková      | Achtelfinale    |

## Mixed
Setzliste
| Nr. | Paarung                          | Erreichte Runde |
| --- | -------------------------------- | --------------- |
| 01. | Latisha Chan Jamie Murray        | Achtelfinale    |
| 02. | Casey Dellacqua John Peers       | Achtelfinale    |
| 03. | Jekaterina Makarowa Bruno Soares | Halbfinale      |
| 04. | Květa Peschke Henri Kontinen     | Achtelfinale    |

| Nr. | Paarung                                          | Erreichte Runde |
| --- | ------------------------------------------------ | --------------- |
| 05. | Tímea Babos Rohan Bopanna                        | Finale          |
| 06. | Andrea Sestini Hlaváčková Édouard Roger-Vasselin | Viertelfinale   |
| 07. | Chan Hao-ching Michael Venus                     | Achtelfinale    |
| 08. | Gabriela Dabrowski Mate Pavić                    | Sieg            |

## Junioreneinzel
Setzliste
| Nr. | Spieler           | Erreichte Runde |
| --- | ----------------- | --------------- |
| 01. | Timofei Skatow    | Viertelfinale   |
| 02. | Marko Miladinović | Halbfinale      |
| 03. | Sebastián Báez    | 2. Runde        |
| 04. | Park Ui-sung      | 1. Runde        |
| 05. | Hugo Gaston       | Viertelfinale   |
| 06. | Tseng Chun-hsin   | Finale          |
| 07. | Sebastian Korda   | Sieg            |
| 08. | Nicolás Mejía     | 1. Runde        |

| Nr. | Spieler                | Erreichte Runde |
| --- | ---------------------- | --------------- |
| 09. | Thiago Seyboth Wild    | 2. Runde        |
| 10. | Juan Manuel Cerúndolo  | 1. Runde        |
| 11. | Thiago Agustín Tirante | 1. Runde        |
| 12. | Alexei Sacharow        | Achtelfinale    |
| 13. | Andrew Fenty           | 1. Runde        |
| 14. | Ondřej Štyler          | Achtelfinale    |
| 15. | Naoki Tajima           | 1. Runde        |
| 16. | Tomáš Macháč           | 1. Runde        |

## Juniorinneneinzel
Setzliste
| Nr. | Spielerin           | Erreichte Runde |
| --- | ------------------- | --------------- |
| 01. | Wang Xinyu          | Halbfinale      |
| 02. | Liang En-shuo       | Sieg            |
| 03. | Simona Waltert      | 1. Runde        |
| 04. | María Lourdes Carlé | 1. Runde        |
| 05. | Naho Satō           | Viertelfinale   |
| 06. | Joanna Garland      | 2. Runde        |
| 07. | Alexa Noel          | Achtelfinale    |
| 08. | Nika Radišić        | 1. Runde        |

| Nr. | Spielerin         | Erreichte Runde |
| --- | ----------------- | --------------- |
| 09. | Wang Xiyu         | Viertelfinale   |
| 10. | Lulu Sun          | Achtelfinale    |
| 11. | Yūki Naitō        | 2. Runde        |
| 12. | Elysia Bolton     | Achtelfinale    |
| 13. | Daniela Vismane   | Viertelfinale   |
| 14. | Zheng Qinwen      | 1. Runde        |
| 15. | Yasmine Mansouri  | 1. Runde        |
| 16. | Kamilla Rachimowa | Achtelfinale    |

## Juniorendoppel
Setzliste
| Nr. | Paarung                            | Erreichte Runde |
| --- | ---------------------------------- | --------------- |
| 01. | Sebastián Báez Thiago Seyboth Wild | Achtelfinale    |
| 02. | Sebastian Korda Nicolás Mejía      | Viertelfinale   |
| 03. | Naoki Tajima Alexei Sacharow       | Viertelfinale   |
| 04. | Aidan McHugh Timofei Skatow        | Viertelfinale   |

| Nr. | Paarung                             | Erreichte Runde |
| --- | ----------------------------------- | --------------- |
| 05. | Tristan Boyer Juan Manuel Cerúndolo | Achtelfinale    |
| 06. | Tomáš Macháč Ondřej Štyler          | Halbfinale      |
| 07. | Hugo Gaston Clément Tabur           | Sieg            |
| 08. | Jeong Yeong-seok Park Ui-sung       | Rückzug         |

## Juniorinnendoppel
Setzliste
| Nr. | Paarung                      | Erreichte Runde |
| --- | ---------------------------- | --------------- |
| 01. | Liang En-shuo Wang Xinyu     | Sieg            |
| 02. | Simona Waltert Wang Xiyu     | Halbfinale      |
| 03. | Yūki Naitō Naho Satō         | Halbfinale      |
| 04. | Wiktorija Dema Marta Kostjuk | 1. Runde        |

| Nr. | Paarung                          | Erreichte Runde |
| --- | -------------------------------- | --------------- |
| 05. | María Lourdes Carlé Layne Sleeth | 1. Runde        |
| 06. | Gergana Topalowa Daniela Vismane | Achtelfinale    |
| 07. | Violet Apisah Lulu Sun           | Finale          |
| 08. | Clara Burel Zheng Qinwen         | Achtelfinale    |

## Herreneinzel-Rollstuhl
Setzliste
| Nr. | Spieler           | Erreichte Runde |
| --- | ----------------- | --------------- |
| 01. | Gustavo Fernández | 1. Runde        |
| 02. | Alfie Hewett      | 1. Runde        |

## Dameneinzel-Rollstuhl
Setzliste
| Nr. | Spielerin      | Erreichte Runde |
| --- | -------------- | --------------- |
| 01. | Yui Kamiji     | Finale          |
| 02. | Diede de Groot | Sieg            |

## Herrendoppel-Rollstuhl
Setzliste
| Nr. | Paarung                        | Erreichte Runde |
| --- | ------------------------------ | --------------- |
| 01. | Alfie Hewett Gordon Reid       | Finale          |
| 02. | Stéphane Houdet Nicolas Peifer | Sieg            |

## Damendoppel-Rollstuhl
Setzliste
| Nr. | Paarung                       | Erreichte Runde |
| --- | ----------------------------- | --------------- |
| 01. | Marjolein Buis Yui Kamiji     | Sieg            |
| 02. | Diede de Groot Aniek van Koot | Finale          |

## Quadeinzel
Setzliste
| Nr. | Spieler          | Erreichte Runde |
| --- | ---------------- | --------------- |
| 01. | David Wagner     | Finale          |
| 02. | Andrew Lapthorne | Gruppenphase    |

## Quaddoppel
Setzliste
| Nr. | Paarung                       | Erreichte Runde |
| --- | ----------------------------- | --------------- |
| 01. | Andrew Lapthorne David Wagner | Finale          |
| 02. | Dylan Alcott Heath Davidson   | Sieg            |